# Wheel of Fortune
Wheel of Fortune é um game show exibido nos Estados Unidos que consiste em adivinhar palavras escondidas em um painel. O programa Roda a Roda é uma versão brasileira inspirada neste. Em Portugal foi emitido no início da década de 1990 o programa A Roda da Sorte na RTP1 e foi apresentado por Herman José. Também teve uma nova versão: A Roda da Sorte (2008), que foi emitida na SIC.